# Topophotomap

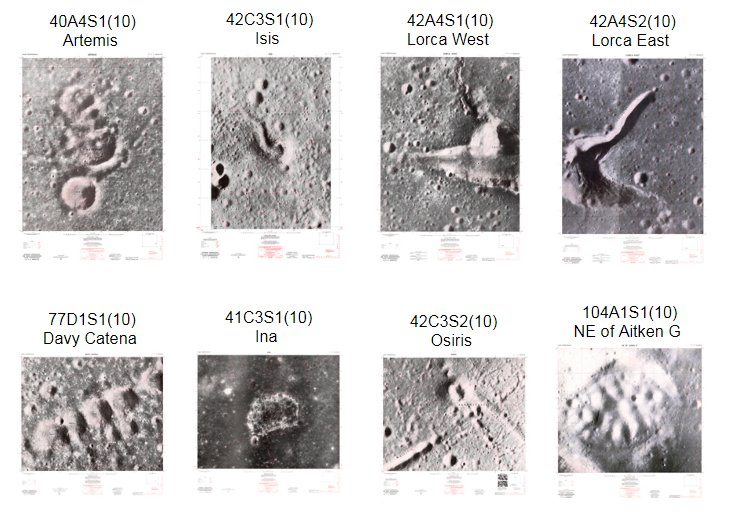
Topophotomaps im Maßstab 1:10.000

Topophotomaps oder Lunar Topophotomaps sind Fotos des Erdmonds und seiner Krater, die von den Missionen Apollo 15, Apollo 16 und Apollo 17 gemacht wurden. Verwendet wurden hochauflösende Panoramakamera-Belichtungen, um maximale Details und Genauigkeit an ausgewählten Orten von hohem wissenschaftlichen Interesse darzustellen.

## Beschreibung
Die Orthophotomap-Serie im Maßstab 1:250.000, die eine kleinere Abdeckung von Bereichen rund um die Topophotomap-Karten bietet, ist als Begleitprodukt gedacht; beide Serien sind in Design und Format ähnlich.
Einzelne Fotos wurden entweder im Maßstab 1:10.000, 1:25.000 oder 1:50.000 veröffentlicht, jeweils abhängig von den Merkmalen des dargestellten Standorts, der Fotoqualität und der Anwendung für die Erstellung von Karten. Diese Karten werden entweder als Topophotomaps oder als Photomaps bezeichnet, gefolgt vom Namen der 1:250.000-Orthophotomap-Kategorie, in die sie fallen, einer S-Nummer, die diese bestimmte Karte anhand ihrer Produktionsreihenfolge und einer Kontraktion des Kartenmaßstabs in Klammern. Beispielsweise bezieht sich der Bezeichner „Topophotomap 42C3S3 (50)“ auf die Reliefausgabe der dritten Karte (S3) im Maßstab 1:50.000 innerhalb der Grenzen der Orthophotomap-Karte 42C3. Jedes Foto trägt auch den Namen eines Hauptmerkmals.
Topophotomaps zeigen Erhöhungen und 20-Meter-Höhenlinien und 10-Meter-Ergänzungen auf Karten im Maßstab 1:50.000 und 1:25.000 sowie 10-Meter-Höhenlinien und 5-Meter-Ergänzungen auf Karten im Maßstab 1:10.000. Reliefinformationen werden in einem roten Aufdruck auf die Fotografie übertragen, die wiederum in Schwarzweiß dargestellt ist. Photomap-Versionen sind identisch, mit der Ausnahme, dass alle Reliefinformationen weggelassen werden und das selenografische Raster auf Randzecken beschränkt ist, wodurch eine ungehinderte Ansicht der auf der fotografischen Basis abgebildeten Objekte möglich ist. Beide Editionen enthalten ein LTM-Gitter (Lunar Transverse Mercator), um die Bezugnahme auf Objekte durch rechteckige Koordinaten zu erleichtern. Das LTM-Raster wird durch rote Randmarkierungen angezeigt.
Die Randinformation enthält ein Positionsdiagramm, das die Position der Blätter dieser Serie auf 1:250.000-Orthophotomaps angibt, sowie erklärende Aussagen zu Fotografie, Kontrolle, Datum, Nomenklatur, Rastersystem, Reliefinformationen und Genauigkeit der enthaltenen Daten.
Karten dieser Serie wurden von DMA Topographic Center (DMATC) gedruckt und veröffentlicht, im Allgemeinen mit einer Fotomosaikbasis. Neuere Veröffentlichungen, die Bereiche mit signifikanten Reliefunterschieden abdecken, minimieren den Fehler aus dieser Quelle durch eine von DMA Aerospace Center (DMAAC) aus den Apollo-Fotos entwickelte Orthophotobasis.
Fotos dieser Serie werden durch ein verstärktes Muster von Kontrollpunkten gesteuert, das auf dem Apollo 15-Steuerungssystem (April 1973) basiert und in den Karten mit dem größten Maßstab maximale relative horizontale und vertikale Genauigkeiten von 25 bzw. fünf Metern bietet.